# Toni Ketelä
Toni Ketelä (* 16. März 1988) ist ein ehemaliger finnischer Skilangläufer.

## Werdegang
Ketelä nahm von 2006 bis 2016 vorwiegend am Scandinavian Cup teil. Seine beste Platzierung dabei erreichte er im Februar 2014 in Otepää mit dem dritten Platz im Sprint. Sein erstes Weltcuprennen lief er im März 2011 in Lahti, welches er mit dem 50. Platz im Sprint beendete. Im März 2012 holte er in Lahti mit dem 14. Platz im Sprint seine ersten Weltcuppunkte. Im selben Monat gewann er Bronze bei den finnischen Skilanglaufmeisterschaften in Imatra. Bei den nordischen Skiweltmeisterschaften 2013 im Val di Fiemme belegte er den achten Platz im Sprint. Im Januar 2015 holte er in Otepää mit dem dritten Platz seine erste Top-Zehn- und einzige Podestplatzierung im Weltcup. Bei den nordischen Skiweltmeisterschaften 2015 in Falun kam er auf den zehnten Platz im Sprint. Letztmals im Weltcup startete er im März 2018 in Drammen, wobei er den 38. Platz im Sprint errang.

## Platzierungen im Weltcup

### Weltcup-Statistik
Die Tabelle zeigt die erreichten Platzierungen im Einzelnen.
- 1.–3. Platz: Anzahl der Podiumsplatzierungen
- Top 10: Anzahl der Platzierungen unter den ersten zehn
- Punkteränge: Anzahl der Platzierungen innerhalb der Punkteränge
- Starts: Anzahl gelaufener Rennen in der jeweiligen Disziplin
- Hinweis: Bei den Distanzrennen erfolgt die Einordnung gemäß FIS.

| Platzierung         | Distanzrennen a | Distanzrennen a | Distanzrennen a | Distanzrennen a | Distanzrennen a | Skiathlon Verfolgung | Sprint | Etappen- rennen b | Gesamt | Team   | Team    |
| Platzierung         | ≤ 5 km          | ≤ 10 km         | ≤ 15 km         | ≤ 30 km         | > 30 km         | Skiathlon Verfolgung | Sprint | Etappen- rennen b | Gesamt | Sprint | Staffel |
| ------------------- | --------------- | --------------- | --------------- | --------------- | --------------- | -------------------- | ------ | ----------------- | ------ | ------ | ------- |
| 1. Platz            |                 |                 |                 |                 |                 |                      |        |                   |        |        |         |
| 2. Platz            |                 |                 |                 |                 |                 |                      |        |                   |        |        |         |
| 3. Platz            |                 |                 |                 |                 |                 |                      | 1      |                   | 1      |        |         |
| Top 10              |                 |                 |                 |                 |                 |                      | 3      |                   | 3      |        |         |
| Punkteränge         |                 |                 |                 |                 |                 |                      | 15     |                   | 15     | 1      |         |
| Starts              |                 | 2               | 2               |                 |                 | 3                    | 26     | 2                 | 35     | 1      |         |
| Stand: Karriereende |                 |                 |                 |                 |                 |                      |        |                   |        |        |         |

### Weltcup-Gesamtplatzierungen
| Saison  | Gesamt | Gesamt | Sprint | Sprint |
| Saison  | Punkte | Platz  | Punkte | Platz  |
| ------- | ------ | ------ | ------ | ------ |
| 2011/12 | 23     | 121.   | 23     | 69.    |
| 2012/13 | 29     | 109.   | 29     | 58.    |
| 2013/14 | 1      | 166.   | 1      | 107.   |
| 2014/15 | 108    | 57.    | 108    | 20.    |
| 2015/16 | 33     | 93.    | 33     | 53.    |
| 2016/17 | 9      | 138.   | 9      | 73.    |